# ソロモン・アラビ
ソロモン・アラビ（Solomon Alabi）ことマカファン・ソロモン・アラビ（Makafan Solomon Alabi、1988年3月21日 - ）は、ナイジェリアのプロバスケットボール選手。カドゥナ州カドゥナ出身。ポジションはセンター。216cm、113kg。

## 来歴
15歳でバスケットボールを始める。それまではずっとサッカーをやっていた。
2015年、当時NBDLの豊田通商ファイティングイーグルス名古屋に加入。
2017年、福島ファイヤーボンズに移籍。
2018年、福島と契約満了。